# Schweizer Cup (Handball, Männer) 2023/24
Die Handballspiele um den Schweizer Cup 2023/24 der Männer fanden von August 2023 bis April 2024 statt.

## Modus
Mannschaften der Handball League, Nationalliga B und der 1. Liga waren automatisch angemeldet. Für Zweit- oder Drittteams eines Vereins war die Teilnahme freiwillig.
Die Teilnahme der Finalisten der regionalen Cups der vergangenen Saison 2022/23 war freiwillig. U19-Elite- und U19-Inter-Mannschaften konnten ebenfalls am Cup teilnehmen.
Zunächst wurden 20 Mannschaften ausgelost, welche ein Freilos für die Vorrunde haben. Danach wurden für 40 Mannschaften die Paarungen ausgelost.
Ab dem 1⁄16-Final kommen die Mannschaften der Handball League dazu, ausgenommen der Cupsieger (HC Kriens-Luzern) und der Meister (Kadetten Schaffhausen), welche erst im 1⁄8-Final in das Spielgeschehen eingreifen.
Bei gleicher Spielklasse hat grundsätzlich die zuerst geloste Mannschaft Heimrecht, bei Mannschaften aus unterschiedlichen Spielklassen geht das Heimrecht an die unterklassige Mannschaft.
Gespielt wurde im K.-o.-System. Sofern die reguläre Spielzeit unentschieden endete, gab es eine Verlängerung, blieb auch diese unentschieden, ein Siebenmeterwerfen.

## Teilnehmende Mannschaften
Am Schweizer Cup 2023/24 nahmen insgesamt 70 Mannschaften teil.
| Handball League die 10 Vereine der Saison 2023/24 | Nationalliga B die 14 Vereine der Saison 2023/24 | 1. Liga 35 von 36 Vereine der Saison 2023/24 | Regional-Cup ¹ 13 von 14 Vereine der Saison 2022/23 |
| --- | --- | --- | --- |
| - BSV Bern - CS Chênois Genève - GC Amicitia Zürich - HC Kriens-Luzern - HSC Kreuzlingen - HSC Suhr Aarau - Kadetten Schaffhausen - Pfadi Winterthur - TSV St. Otmar St. Gallen - Wacker Thun | - BSV Stans - Handball Emmen - Handball Stäfa - HC Arbon - HSG Baden-Endingen - RTV 1879 Basel - SG GC Amicitia / HC Küsnacht - SG GS/Kadetten Espoirs SH - SG Wädenswil/Horgen - SG Yellow/Pfadi Espoirs - TSV Fortitudo Gossau - TV Birsfelden - TV Möhlin - TV Steffisburg                                                                                | \| Gruppe 1 - Handball Stäfa U23 ² - HC Flawil 1 - HC Rheintal - HSC Kreuzlingen 2 ³ - KJS Schaffhausen - Pfader Neuhausen 1 - SC Frauenfeld - SG Fides / Otmar St. Gallen - SG RD Uster / GC Amicitia - SG Seen Tigers / Pfadi - TSV Fortitudo Gossau 2 - TV Appenzell Gruppe 2 - Handball Wohlen - HC Kriens - HC Mutschellen - HSG EhrEndingen Celtics - HSG Siggenthal/Baden-Endingen - KTV Muotathal \| - SG Horgen/Wädenswil 1 ³ - SG TSV Frick 1 - STV Willisau - TV Dagmersellen - TV Muri - TV Pratteln NS 1 Gruppe 3 - CS Chênois Genève Handball - FSG Lausanne-Ville/Cugy 1 - Handball Bern U23 - HC Vevey - HS Biel - HV Herzogenbuchsee - KTV Visp Handball - SG HV Olten 1 - SG Nyon - SG TV Solothurn - SG Wacker Thun 2 / Steffisburg - SG WEST Crissier \| | Aargau Plus 1. HC Hopfenperle (2. L.) 2. SG Füchse Frick (2. L.) Bern-Jura 1. SG Biberist aktivL (2. L.) 2. PSG Lyss 2 (2. L.) Innerschweiz 1. SG BSV Borba Luzern (2. L.) 2. BSV Stans 2 (2. L.) Nordwestschweiz 1. TV Möhlin Zwoi (2. L.) 2. TV Birsfelden II (2. L.) Ostschweiz 1. HSC Kreuzlingen 2 (1. L.) ³ 2. HC Bruggen 1 (2. L.) Romandie 1. HC Servette 1 (2. L.) 2. SG Crissier-West (2. L.) Zürich 1. SG Horgen/Wädenswil 1 (1. L.) ³ 2. SG Volketswil/Witikon (2. L.) |
| Gruppe 1 - Handball Stäfa U23 ² - HC Flawil 1 - HC Rheintal - HSC Kreuzlingen 2 ³ - KJS Schaffhausen - Pfader Neuhausen 1 - SC Frauenfeld - SG Fides / Otmar St. Gallen - SG RD Uster / GC Amicitia - SG Seen Tigers / Pfadi - TSV Fortitudo Gossau 2 - TV Appenzell Gruppe 2 - Handball Wohlen - HC Kriens - HC Mutschellen - HSG EhrEndingen Celtics - HSG Siggenthal/Baden-Endingen - KTV Muotathal | - SG Horgen/Wädenswil 1 ³ - SG TSV Frick 1 - STV Willisau - TV Dagmersellen - TV Muri - TV Pratteln NS 1 Gruppe 3 - CS Chênois Genève Handball - FSG Lausanne-Ville/Cugy 1 - Handball Bern U23 - HC Vevey - HS Biel - HV Herzogenbuchsee - KTV Visp Handball - SG HV Olten 1 - SG Nyon - SG TV Solothurn - SG Wacker Thun 2 / Steffisburg - SG WEST Crissier | | |

## Vorrunde
Die Spielpaarungen der Vorrunde wurden am 1. Juni 2023 ausgelost. Die Vorrunde wurde vom 23. August bis 7. September 2023 ausgespielt. Der Gewinner jeder Partie zog in die Hauptrunde ein. TV Möhlin Zwoi und BTV Stans 2 (Beides 2. L.) waren die einzigen Mannschaften in dieser Runde, welche eine Mannschaft aus einer höheren Liga (Beide 1. L.) schlagen konnten.
| Datum         | Heimmannschaft             | L.    | Ergebnis | HZ.   | Gastmannschaft                | L.    |
| ------------- | -------------------------- | ----- | -------- | ----- | ----------------------------- | ----- |
| 23. Aug. 2023 | STV Willisau               | 1. L. | 29:34    | 14:19 | TV Möhlin                     | NLB   |
| 26. Aug. 2023 | KJS Schaffhausen           | 1. L. | 21:43    | 11:22 | HSG Baden-Endingen            | NLB   |
| 30. Aug. 2023 | SG TV Solothurn            | 1. L. | 20:29    | 07:18 | TSV Fortitudo Gossau          | NLB   |
| 30. Aug. 2023 | HC Servette 1              | 2. L. | 19:42    | 08:23 | TV Steffisburg                | NLB   |
| 2. Sep. 2023  | SG Crissier-West           | 2. L. | 23:35    | 10:19 | HC Kriens                     | 1. L. |
| 2. Sep. 2023  | CS Chênois Genève Handball | 1. L. | 22:30    | 10:17 | TV Pratteln NS 1              | 1. L. |
| 2. Sep. 2023  | PSG Lyss 2                 | 2. L. | 30:36    | 16:16 | HV Herzogenbuchsee            | 1. L. |
| 3. Sep. 2023  | KTV Visp Handball          | 1. L. | 31:39    | 15:17 | TV Birsfelden                 | NLB   |
| 4. Sep. 2023  | SG Biberist aktiv          | 2. L. | 28:34    | 13:17 | SG WEST Crissier              | 1. L. |
| 5. Sep. 2023  | Handball Bern U23          | 1. L. | 21:16    | 10:09 | HSG EhrEndingen Celtics       | 1. L. |
| 5. Sep. 2023  | SG Horgen/Wädenswil 1      | 1. L. | 25:31    | 16:17 | SG GS/Kadetten Espoirs SH     | NLB   |
| 5. Sep. 2023  | TSV Fortitudo Gossau 2     | 1. L. | 19:24    | 10:09 | HC Rheintal                   | 1. L. |
| 5. Sep. 2023  | SG RD Uster / GC Amicitia  | 1. L. | 29:30    | 12:18 | Pfader Neuhausen 1            | 1. L. |
| 6. Sep. 2023  | HC Hopfenperle             | 2. L. | 25:34    | 10:13 | HSG Siggenthal/Baden-Endingen | 1. L. |
| 6. Sep. 2023  | SG Volketswil/Witikon      | 2. L. | 20:48    | 08:23 | RTV 1879 Basel                | NLB   |
| 6. Sep. 2023  | TV Möhlin Zwoi             | 2. L. | 33:20    | 20:10 | SG Seen Tigers / Pfadi        | 1. L. |
| 6. Sep. 2023  | TV Appenzell               | 1. L. | 30:29    | 11:11 | HSC Kreuzlingen 2             | 1. L. |
| 7. Sep. 2023  | TV Dagmersellen            | 1. L. | 18:20    | 11:07 | Handball Wohlen               | 1. L. |
| 7. Sep. 2023  | SG HV Olten 1              | 1. L. | 22:28    | 14:12 | HC Arbon                      | NLB   |
| 7. Sep. 2023  | BSV Stans 2                | 2. L. | 30:26    | 15:12 | KTV Muotathal                 | 1. L. |

## Hauptrunde
Die Spielpaarungen der Hauptrunde wurden am 8. September 2023 ausgelost. Die Hauptrunde wurde vom 13. September bis 1. Oktober 2023 ausgespielt. Der Gewinner jeder Partie zog in die 1⁄16-Finals ein. SG BSV Borba Luzern, BSV Stans 2 und TV Möhlin Zwoi (Alle 2. L.) und HS Biel und TV Muri (Beides 1. L.) waren die einzigen Mannschaften in dieser Runde, welche eine Mannschaft aus einer höheren Liga (1. L. bzw. NLB) schlagen konnten.
| Qualifizierte Teams von der Vorrunde | Qualifizierte Teams von der Vorrunde | Qualifizierte Teams durch ein Freilos | Qualifizierte Teams durch ein Freilos |
| - TV Möhlin (NLB) - HSG Baden-Endingen (NLB) - TSV Fortitudo Gossau (NLB) - TV Steffisburg (NLB) - HC Kriens (1. L.) - TV Pratteln NS 1 (1. L.) - HV Herzogenbuchsee (1. L.) - TV Birsfelden (NLB) - SG WEST Crissier (1. L.) - Handball Bern U23 (1. L.) | - SG GS/Kadetten Espoirs SH (NLB) - HC Rheintal (1. L.) - Pfader Neuhausen 1 (1. L.) - HSG Siggenthal/Baden-Endingen (1. L.) - RTV 1879 Basel (NLB) - TV Möhlin Zwoi (2. L.) - TV Appenzell (1. L.) - Handball Wohlen (1. L.) - HC Arbon (NLB) - BSV Stans 2 (2. L.) | - BSV Stans (NLB) - FSG Lausanne-Ville/Cugy 1 (1. L.) - Handball Emmen (NLB) - Handball Stäfa (NLB) - HC Bruggen 1 (2. L.) - HC Flawil 1 (1. L.) - HC Mutschellen (1. L.) - HC Vevey (1. L.) - HS Biel (1. L.) - SC Frauenfeld (1. L.) | - SG BSV Borba Luzern (2. L.) - SG Fides / Otmar St. Gallen (1. L.) - SG GC Amicitia/ HC Küsnacht (NLB) - SG Nyon (1. L.) - SG TSV Frick 1 (1. L.) - SG Yellow/Pfadi Espoirs (NLB) - SG Wädenswil/Horgen (NLB) - SG Wacker Thun 2 / Steffisburg (1. L.) - TV Birsfelden II (2. L.) - TV Muri (1. L.) |

| Datum         | Heimmannschaft                 | L.    | Ergebnis | HZ.     | Gastmannschaft               | L.    |
| ------------- | ------------------------------ | ----- | -------- | ------- | ---------------------------- | ----- |
| 13. Sep. 2023 | Pfader Neuhausen 1             | 1. L. | 31:38    | 13:20   | BSV Stans                    | NLB   |
| 19. Sep. 2023 | TV Pratteln NS 1               | 1. L. | 28:29    | 17:15   | HC Arbon                     | NLB   |
| 20. Sep. 2023 | SC Frauenfeld                  | 1. L. | 28:30    | 15:14   | SG Yellow/ Pfadi Espoirs     | NLB   |
| 20. Sep. 2023 | SG BSV Borba Luzern            | 2. L. | 38:32    | 17:12   | HV Herzogenbuchsee           | 1. L. |
| 20. Sep. 2023 | TV Appenzell                   | 1. L. | 35:21    | 19:11   | HC Flawil 1                  | 1. L. |
| 21. Sep. 2023 | BSV Stans 2                    | 2. L. | 28:24    | 14:13   | Handball Wohlen              | 1. L. |
| 24. Sep. 2023 | SG WEST Crissier               | 1. L. | 34:27    | 16:12   | SG TSV Frick 1               | 1. L. |
| 26. Sep. 2023 | HC Kriens                      | 1. L. | 21:31    | 13:18   | SG Fides / Otmar St. Gallen  | 1. L. |
| 26. Sep. 2023 | TV Birsfelden II               | 2. L. | 20:47    | 10:24   | Handball Stäfa               | NLB   |
| 27. Sep. 2023 | HS Biel                        | 1. L. | 30:28    | 17:16   | SG GC Amicitia / HC Küsnacht | NLB   |
| 27. Sep. 2023 | FSG Lausanne-Ville/Cugy 1      | 1. L. | 31:37    | 15:15   | SG GS/Kadetten Espoirs SH    | NLB   |
| 27. Sep. 2023 | HSG Baden-Endingen             | NLB   | 37:36    | 18:17   | SG Wädenswil/Horgen          | NLB   |
| 27. Sep. 2023 | TV Möhlin Zwoi                 | 2. L. | 29:28    | 14:15   | HC Rheintal                  | 1. L. |
| 28. Sep. 2023 | SG Wacker Thun 2 / Steffisburg | 1. L. | 20:43    | 08:19   | TV Steffisburg               | NLB   |
| 28. Sep. 2023 | TV Möhlin                      | NLB   | 32:21    | 15:12   | TV Birsfelden                | NLB   |
| 28. Sep. 2023 | HC Mutschellen                 | 1. L. | 22:48    | 11:21   | RTV 1879 Basel               | NLB   |
| 29. Sep. 2023 | Handball Bern U23              | 1. L. | 34:27    | 16:15   | SG Nyon                      | 1. L. |
| 30. Sep. 2023 | HC Bruggen 1                   | 2. L. | 30:42    | 15:24   | Handball Emmen               | NLB   |
| 30. Sep. 2023 | TV Muri                        | 1. L. | 26:25    | 14:12   | TSV Fortitudo Gossau         | NLB   |
| 1. Okt. 2023  | HSG Siggenthal/Baden-Endingen  | 1. L. | 10:0     | Forfait | HC Vevey 1                   | 1. L. |

## 1⁄16-Final
Die Spielpaarungen der 1⁄16-Finals wurden am 4. Oktober 2023 ausgelost. Die 1⁄16-Finals wurden vom 24. Oktober bis 28. Oktober 2023 ausgespielt. Der Gewinner jeder Partie zog in die 1⁄8-Finals ein. SG BSV Borba Luzern (2. L.) und Handball Stäfa (NLB) waren die einzigen Mannschaften in dieser Runde, welche eine Mannschaft aus einer höheren Liga (1. L.) bzw. QHL schlagen konnten.
| Qualifizierte Teams von der Hauptrunde | Qualifizierte Teams von der Hauptrunde | Qualifizierte Teams der QHL für die 1⁄16-Finals |
| - BSV Stans (NLB) - HC Arbon (NLB) - SG Yellow/ Pfadi Espoirs (NLB) - SG BSV Borba Luzern (2. L.) - TV Appenzell (1. L.) - BSV Stans 2 (2. L.) - SG WEST Crissier (1. L.) - SG Fides / Otmar St. Gallen (1. L.) - Handball Stäfa (NLB) - HS Biel (1. L.) | - SG GS/Kadetten Espoirs SH (NLB) - HSG Baden-Endingen (NLB) - TV Möhlin Zwoi (2. L.) - TV Steffisburg (NLB) - TV Möhlin (NLB) - RTV 1879 Basel (NLB) - Handball Bern U23 (1. L.) - Handball Emmen (NLB) - TV Muri (1. L.) - HSG Siggenthal/Baden-Endingen (1. L.) | - BSV Bern - CS Chênois Genève - GC Amicitia Zürich - HSC Kreuzlingen - HSC Suhr Aarau - Pfadi Winterthur - TSV St. Otmar St. Gallen - Wacker Thun |

| Datum         | Heimmannschaft              | L.    | Ergebnis | HZ.   | Gastmannschaft                | L.    |
| ------------- | --------------------------- | ----- | -------- | ----- | ----------------------------- | ----- |
| 24. Okt. 2023 | SG Fides / Otmar St. Gallen | 1. L. | 24:29    | 13:13 | RTV 1879 Basel                | NLB   |
| 25. Okt. 2023 | TV Möhlin Zwoi              | 2. L. | 29:20    | 14:10 | BSV Stans 2                   | 2. L. |
| 25. Okt. 2023 | SG BSV Borba Luzern         | 2. L. | 33:29    | 19:14 | HSG Siggenthal/Baden-Endingen | 1. L. |
| 26. Okt. 2023 | HS Biel                     | 1. L. | 28:36    | 14:18 | Pfadi Winterthur              | QHL   |
| 27. Okt. 2023 | TSV St. Otmar St. Gallen    | QHL   | 31:30    | 15:14 | BSV Bern                      | QHL   |
| 27. Okt. 2023 | HSG Baden-Endingen          | NLB   | 23:35    | 11:17 | GC Amicitia Zürich            | QHL   |
| 27. Okt. 2023 | BSV Stans                   | NLB   | 30:31    | 17:15 | Wacker Thun                   | QHL   |
| 27. Okt. 2023 | SG WEST Crissier            | 1. L. | 28:36    | 9:14  | SG GS/Kadetten Espoirs SH     | NLB   |
| 27. Okt. 2023 | TV Appenzell                | 1. L. | 20:28    | 10:11 | TV Möhlin                     | NLB   |
| 27. Okt. 2023 | Handball Emmen              | NLB   | 30:31    | 14:16 | TV Steffisburg                | NLB   |
| 28. Okt. 2023 | Handball Bern U23           | 1. L. | 31:30    | 15:15 | TV Muri                       | 1. L. |
| 28. Okt. 2023 | Handball Stäfa              | NLB   | 41:30    | 19:16 | CS Chênois Genève Handball    | QHL   |
| 28. Okt. 2023 | HSC Kreuzlingen             | QHL   | 24:30    | 12:16 | HSC Suhr Aarau                | QHL   |
| 28. Okt. 2023 | SG Yellow/ Pfadi Espoirs    | NLB   | 36:29    | 20-13 | HC Arbon                      | NLB   |

## 1⁄8-Final
Die Spielpaarungen der 1⁄8-Finals wurden am 2. November 2023 ausgelost. Die 1⁄8-Finals wurden vom 21. November bis 23. Dezember 2023 ausgespielt. Der Gewinner jeder Partie zog in die 1⁄4-Finals ein. RTV 1879 Basel (NLB) war die einzige Mannschaft in dieser Runde, welche eine Mannschaft TSV St. Otmar St. Gallen aus einer höheren Liga QHL schlagen konnte.
| Qualifizierte Teams von den 1⁄16-Finale                                                                                             | Qualifizierte Teams von den 1⁄16-Finale                                                                               | Qualifizierte Teams von den 1⁄16-Finale                                                                  | Qualifizierte Teams für die 1⁄8-Finals                           |
| - RTV 1879 Basel (NLB) - TV Möhlin Zwoi (2. L.) - SG BSV Borba Luzern (2. L.) - Pfadi Winterthur QHL - TSV St. Otmar St. Gallen QHL | - GC Amicitia Zürich QHL - Wacker Thun QHL - SG GS/Kadetten Espoirs SH (NLB) - TV Möhlin (NLB) - TV Steffisburg (NLB) | - Handball Bern U23 (1. L.) - Handball Stäfa (NLB) - HSC Suhr Aarau QHL - SG Yellow/ Pfadi Espoirs (NLB) | - HC Kriens-Luzern (Cupsieger) - Kadetten Schaffhausen (Meister) |

| Datum         | Heimmannschaft      | L.    | Ergebnis | HZ.   | Gastmannschaft            | L.  |
| ------------- | ------------------- | ----- | -------- | ----- | ------------------------- | --- |
| 21. Nov. 2023 | RTV 1879 Basel      | NLB   | 32:31    | 16:15 | TSV St. Otmar St. Gallen  | QHL |
| 7. Dez. 2023  | SG BSV Borba Luzern | 2. L. | 21:31    | 08:14 | Wacker Thun               | QHL |
| 20. Dez. 2023 | Handball Bern U23   | 1. L. | 29:30    | 13:13 | SG GS/Kadetten Espoirs SH | NLB |
| 20. Dez. 2023 | Handball Stäfa      | NLB   | 38:27    | 19:16 | TV Steffisburg            | NLB |
| 20. Dez. 2023 | TV Möhlin Zwoi      | 2. L. | 11:33    | 05:13 | SG Yellow/ Pfadi Espoirs  | NLB |
| 22. Dez. 2023 | TV Möhlin           | NLB   | 24:34    | 12:20 | Kadetten Schaffhausen     | QHL |
| 22. Dez. 2023 | GC Amicitia Zürich  | QHL   | 25:21    | 08:09 | HSC Suhr Aarau            | QHL |
| 23. Dez. 2023 | HC Kriens-Luzern    | QHL   | 36:29    | 18:13 | Pfadi Winterthur          | QHL |

## 1⁄4-Final
Die Spielpaarungen der 1⁄4-Finals werden am 28. Dezember 2023 ausgelost. Die 1⁄4-Finals wurden am 31. Januar 2024 ausgespielt. Der Gewinner jeder Partie zog in die 1⁄2-Finals ein. Handball Stäfa (NLB) war die einzige Mannschaft in dieser Runde, welche eine Mannschaft HC Kriens-Luzern aus einer höheren Liga QHL schlagen konnte.
| Mittwoch, 31. Januar 2024 18:00 Uhr | SG GS/Kadetten Espoirs SH (NLB)  | 25:37        | Wacker Thun (QHL)      | BBC Arena A, Schaffhausen Zuschauer: 235 Schiedsrichter: Boshkoski & Stalder |
| Mittwoch, 31. Januar 2024 18:00 Uhr | meiste Tore: Tobler-Larocque (5) | (8:19)       | meiste Tore: Raemy (7) | BBC Arena A, Schaffhausen Zuschauer: 235 Schiedsrichter: Boshkoski & Stalder |
| Mittwoch, 31. Januar 2024 18:00 Uhr | Strafen: 5×                      | Spielbericht | Strafen: 4×            | BBC Arena A, Schaffhausen Zuschauer: 235 Schiedsrichter: Boshkoski & Stalder |

| Mittwoch, 31. Januar 2024 19:45 Uhr | Handball Stäfa (NLB)     | 32:27        | HC Kriens-Luzern (QHL)     | Frohberg, Stäfa Zuschauer: 831 Schiedsrichter: Müller & Schaad |
| Mittwoch, 31. Januar 2024 19:45 Uhr | meiste Tore: Müller (12) | (18:17)      | meiste Tore: Langenick (6) | Frohberg, Stäfa Zuschauer: 831 Schiedsrichter: Müller & Schaad |
| Mittwoch, 31. Januar 2024 19:45 Uhr | Strafen: 4×              | Spielbericht | Strafen: 1×                | Frohberg, Stäfa Zuschauer: 831 Schiedsrichter: Müller & Schaad |

| Mittwoch, 31. Januar 2024 20:15 Uhr | Kadetten Schaffhausen (QHL)  | 31:25        | GC Amicitia Zürich (QHL) | BBC Arena A, Schaffhausen Zuschauer: 783 Schiedsrichter: Brunner & Salah |
| Mittwoch, 31. Januar 2024 20:15 Uhr | meiste Tore: Ríkharðsson (6) | (11:14)      | meiste Tore: Bamert (7)  | BBC Arena A, Schaffhausen Zuschauer: 783 Schiedsrichter: Brunner & Salah |
| Mittwoch, 31. Januar 2024 20:15 Uhr | Strafen: 1× 6×               | Spielbericht | Strafen: 1× 4×           | BBC Arena A, Schaffhausen Zuschauer: 783 Schiedsrichter: Brunner & Salah |

| Mittwoch, 31. Januar 2024 20:15 Uhr | SG Yellow/ Pfadi Espoirs (NLB) | 26:27        | RTV 1879 Basel (NLB)    | AXA-Arena, Winterthur Zuschauer: 200 Schiedsrichter: Abalo & Maurer |
| Mittwoch, 31. Januar 2024 20:15 Uhr | meiste Tore: Lioi (7)          | (16:14)      | meiste Tore: Brandt (7) | AXA-Arena, Winterthur Zuschauer: 200 Schiedsrichter: Abalo & Maurer |
| Mittwoch, 31. Januar 2024 20:15 Uhr | Strafen: 2×                    | Spielbericht | Strafen: 2× 1×          | AXA-Arena, Winterthur Zuschauer: 200 Schiedsrichter: Abalo & Maurer |

## 1⁄2-Final
Die Spielpaarungen der 1⁄2-Finals wurden am 2. Februar 2024 ausgelost. Die 1⁄2-Finals wurden am 9. März 2024 ausgespielt. Der Gewinner jeder Partie zog in den Final ein.
| Samstag, 9. März 2024 18:45 Uhr | Kadetten Schaffhausen (QHL)  | 30:25        | Wacker Thun            | BBC Arena A, Schaffhausen Zuschauer: 738 Schiedsrichter: Abalo & Maurer |
| Samstag, 9. März 2024 18:45 Uhr | meiste Tore: Ríkharðsson (9) | (13:9)       | meiste Tore: Raemy (5) | BBC Arena A, Schaffhausen Zuschauer: 738 Schiedsrichter: Abalo & Maurer |
| Samstag, 9. März 2024 18:45 Uhr | Strafen: 1× 5×               | Spielbericht | Strafen: 1× 3×         | BBC Arena A, Schaffhausen Zuschauer: 738 Schiedsrichter: Abalo & Maurer |

| Samstag, 9. März 2024 20:00 Uhr | RTV 1879 Basel (NLB)    | 33:29 n. V.      | Handball Stäfa (NLB)     | Rankhof, Basel Zuschauer: 1150 Schiedsrichter: H. Albert Gallardo & O. Albert Gallardo |
| Samstag, 9. März 2024 20:00 Uhr | meiste Tore: Babic (10) | (11:11), (26:26) | meiste Tore: Müller (15) | Rankhof, Basel Zuschauer: 1150 Schiedsrichter: H. Albert Gallardo & O. Albert Gallardo |
| Samstag, 9. März 2024 20:00 Uhr | Strafen: 1× 3×          | Spielbericht     | Strafen: 2× 1×           | Rankhof, Basel Zuschauer: 1150 Schiedsrichter: H. Albert Gallardo & O. Albert Gallardo |

## Final
Der Final wird am 27. April 2024 ausgespielt. Der Gewinner der Partie ist Schweizer Cupsieger. Der RTV 1879 Basel steht zum ersten Mal im Cupfinal, währenddessen stand Kadetten Schaffhausen 12 mal im Final und gewann dies 9 mal.
| RTV 1879 Basel (NLB)                                              | RTV 1879 Basel (NLB) | Kadetten Schaffhausen (QHL) | Kadetten Schaffhausen (QHL) |
| ----------------------------------------------------------------- | --- | --- | --------------------------- |
| RTV 1879 Basel (NLB)                                              | \| Cupfinal \| \| Samstag, 27. April 2024 um 18:00 Uhr in Gümligen (Mobiliar Arena) \| \| Ergebnis: 33:38 (16:19) \| \| Zuschauer: 1383 \| \| Schiedsrichter: Arthur Brunner & Morad Salah \| \| Spielbericht \| | \| Cupfinal \| \| Samstag, 27. April 2024 um 18:00 Uhr in Gümligen (Mobiliar Arena) \| \| Ergebnis: 33:38 (16:19) \| \| Zuschauer: 1383 \| \| Schiedsrichter: Arthur Brunner & Morad Salah \| \| Spielbericht \| | Kadetten Schaffhausen (QHL) |
| RTV 1879 Basel (NLB)                                              | Tor: Yasin Kühner (3/16 P.; 0/1 S.P.), Leon Hagmann (0/3 P.; 0/1 S.P.) & Marc Guardia (5/27 P.; 0/1 S.P.) Feld: Basil Berger (2/2), Maurus Basle, Ismael Bela Esono Mangue (1/2), Jannis Voskamp (0/1), Jan Reichmuth (1/1), Joshua Grace (7/10), Dylan Brandt (4/6), Aleksander Spende (9/14; 4/4 S.), Maximilian Freiberg, Elia Meister (4/5), Ante Babic (4/6) & Michel Hildebrandt (1/2) Cheftrainer: Thomas Haegli, Assistenztrainer: Patrice Kaufmann Physio: Jouko Schäublin & Ilenia Scarlino | Tor: Kristian Pilipović (2/11 P.) & Julien Meyer (8/31 P.; 0/4 S.P.) Feld: Yari Prince (1/1), Mehdi Ben Romdhane (5/5), Torben Matzken (1/2), Óðinn Þór Ríkharðsson (9/9; 3/3 S.), David Hrachovec (6/8), Jonas Schopper (0/1), Sadok Ben Romdhane, Jost Brücker (1/3), Ariel Pietrasik (5/6), Zoran Markovic, Luka Maros (7/8), Patrik Martinović (2/4), Adam Petric & Lukas Herburger (1/2) Cheftrainer: Hrvoje Horvat, Assistenz- & Torhütertrainer: Petro Pinto Vieira Betreuer: Max Böni, Physio: Sebastian Holzhäuser | Kadetten Schaffhausen (QHL) |
| RTV 1879 Basel (NLB)                                              | Ismael Bela Esono Mangue, Marc Guardia & Thomas Haegli | Lukas Herburger | Kadetten Schaffhausen (QHL) |
| RTV 1879 Basel (NLB)                                              | Aleksander Spende & Ante Babic | Torben Matzken & Patrik Martinović | Kadetten Schaffhausen (QHL) |
| Cupfinal                                                          | | |                             |
| Samstag, 27. April 2024 um 18:00 Uhr in Gümligen (Mobiliar Arena) | | |                             |
| Ergebnis: 33:38 (16:19)                                           | | |                             |
| Zuschauer: 1383                                                   | | |                             |
| Schiedsrichter: Arthur Brunner & Morad Salah                      | | |                             |
| Spielbericht                                                      | | |                             |